# Синявский, Владимир Иванович
Владимир Иванович Синявский (18 февраля 1932, Дергачёвский район — 27 декабря 2012, Киев) — советский борец вольного стиля, серебряный призёр олимпийских игр в вольной борьбе, чемпион мира, обладатель Кубка мира, четырёхкратный чемпион СССР. Мастер спорта СССР (1956). Заслуженный мастер спорта СССР (1959), Заслуженный тренер Украины. Судья всесоюзной категории (1969).

## Биография
Родился в 1932 году на хуторе Зиньковский.
В 1948 году переехал в Харьков, поступил в ремесленном училище при электромеханическом заводе, закончил его и начал работать на заводе. Во время учёбы дважды безуспешно (ввиду возраста) пытался записаться в секцию борьбы. Тем не менее в 1950 году он всё-таки попал к тренеру Виктору Михайловичу Веригину и через полгода получил 1-й разряд, выиграв чемпионат Харькова по классической борьбе, а затем был призван в армию. На чемпионате Киевского военного округа на молодого борца обратил внимание Арменак Ялтырян, многократный чемпион СССР, один из основоположников вольной борьбы в СССР. По его совету Владимир Синявский перешёл в «вольники». По демобилизации Синявский переехал в Киев, где поначалу даже жил у Ялтыряна, учась на подготовительном отделении института физкультуры.
В 1954 году занял 4 место на чемпионате СССР, в 1955 году 5 место, в 1956 году занял 4 место на Спартакиаде народов СССР
В 1956 году, выиграв командный чемпионат СССР, стал мастером спорта. В 1957 году выиграл соревнования, которые были проведены на Московском фестивале молодёжи и студентов и в этом же году выиграл международный турнир в Иране и чемпионат СССР. Два последующие года также становится чемпионом СССР, а в 1959 году в Тегеране становится чемпионом мира, тушировав всех соперников.
В 1960 году на чемпионате СССР был только вторым, но был включён в олимпийскую команду и на Летних Олимпийских играх 1960 года в Риме боролся в весовой категории до 57 килограммов (лёгкий вес). Победитель турнира определялся по количеству штрафных баллов к окончанию турнира, штрафные баллы начислялись борцу в любом случае, кроме чистой победы, так победа по решению судей приносила 1 штрафной балл, проигрыш по решению судей 3 штрафных балла. Участник, набравший 6 штрафных баллов выбывал из турнира.
В схватках:
- в первом круге решением судей выиграл у Яна Кужински (Польша), получив 1 штрафной балл;
- во втором круге на 9 минуте тушировал Дьюлу Тота (Венгрия);
- в третьем круге решением судей выиграл у Еню Вылчева (Болгария), получив 1 штрафной балл;
- в четвёртом круге решением судей проиграл Шелби Уилсону, будущему олимпийскому чемпиону, (США), получив 3 штрафных балла;
- во пятом круге на 8 минуте тушировал Гарибальдо Ниццолу (Италия);
- в финальном раунде не участвовал.

Набрав 5 штрафных баллов, занял второе место.
О манере борьбы В. Синявского:
«Идеально владел приемом — переворот с захватом шеи из-под плеча, который носит название „канарейка“»
Участвовал в соревнованиях до 1966 года, однако после 1961 года, когда он занял второе место на чемпионате мира и победил на чемпионате СССР, без ярких успехов (борясь в категории до 70 килограммов, занял 5 место в 1962 и 4 место в 1966 году на чемпионатах СССР, 4 место в 1963 году на Спартакиаде народов СССР). После 1966 года на тренерской работе.
Окончил Киевский государственный институт физической культуры. Кавалер ордена «Знак Почёта».
Имя В. Синявского носит спортивный клуб в Киеве и турнир по борьбе.
Умер 27 декабря 2012 года. Похоронен на Киевском городском кладбище (Берковцы).

## Награды
- Орден «Знак Почёта» (16.09.1960) — за успешные выступления в XVII летних и VIII зимних Олимпийских играх 1960 года, а также за выдающиеся спортивные достижения[7]